# Svetlana Bubnenkova
Svetlana Jur'evna Bubnenkova (in russo Светлана Юрьевна Бубненкова?; Iževsk, 2 gennaio 1973) è un'ex ciclista su strada russa, attiva tra le Elite dal 1993 al 2014. In carriera ha vinto due titoli mondiali nella cronometro a squadre e il Giro d'Italia 2002.

## Carriera
Scalatrice, si è laureata campionessa del mondo della cronometro a squadre nel 1993 ad Oslo e nel 1994 ad Agrigento. Nelle gare iridate individuali non ha invece mai colto medaglie. Ha partecipato ai Giochi olimpici in tre occasioni (Atlanta 1996, Sydney 2000 e Atene 2004) senza però mai salire sul podio.
In palmarès vanta anche nove vittorie ai campionati nazionali, sei in linea (l'ultimo dei quali vinto nel 2013, all'età di quarant'anni) e tre a cronometro, e il successo nella classifica generale del Giro d'Italia 2002.

## Palmarès
- 1993 (due vittorie)

4ª tappa Tour de la Communauté Économique Européenne (Tilburg > Valkenburg)
Chrono Champenois (cronometro)
- 1994 (una vittorie)

Campionati russi, Prova a cronometro
- 1995 (tre vittorie)

Classifica generale Vuelta a Mallorca
4ª tappa Volta a Portugal
6ª tappa Tour du Finistère
- 1996 (cinque vittorie)

8ª tappa Tour de l'Aude (Axat > Matemale)
3ª tappa Volta a Portugal
4ª tappa Volta a Portugal
Classifica generale Volta a Portugal
Campionati russi, Prova in linea
- 1997 (una vittoria)

4ª tappa Tour de l'Aude (Rieux-Minervois > Pic de Nore)
- 1999 (Alfa Lum, una vittoria)

8ª tappa Grande Boucle (Les Baux-de-Provence > Valréas)
- 2000 (Edil Savino, quattro vittorie)

Campionati russi, Prova in linea
6ª tappa, 1ª semitappa Giro d'Italia (Formigine > Sassuolo)
7ª tappa Giro d'Italia (Cocconato > Casale Monferrato)
7ª tappa Grande Boucle (L'Isle-Jourdain > Tarbes)
- 2002 (Edil Savino, sei vittorie)

Trofeo Alfredo Binda-Comune di Cittiglio
Campionati russi, Prova in linea
3ª tappa Giro d'Italia (Lari > Cascina)
6ª tappa Giro d'Italia (Suno > Suno, cronometro)
Classifica generale Giro d'Italia
Grand Prix de Suisse
- 2003 (Prato Marathon Bike, quattro vittorie)

Campionati russi, Prova a cronometro
Campionati russi, Prova in linea
Dortmund Classic
Sparkassen Giro Bochum
- 2004 (Prato Marathon Bike, una vittoria)

Campionati russi, Prova in linea
- 2005 (Prato Marathon Bike, undici vittorie)

1ª tappa Iurreta-Emakumeen Bira (Iurreta > Elorrio)
Classifica generale Iurreta-Emakumeen Bira
2ª tappa Giro del Trentino (Roveré della Luna > Cembra)
Classifica generale Giro del Trentino
Campionati russi, Prova a cronometro
8ª tappa Giro d'Italia (Briga > Domodossola)
2ª tappa Tour de l'Ardèche (Cruas > Beauchastel)
3ª tappa Tour de l'Ardèche (Aubenas > Villeneuve-de-Berg)
4ª tappa Tour de l'Ardèche (Bourg-Saint-Andéol > Bourg-Saint-Andéol)
5ª tappa Tour de l'Ardèche (Le Teil > Larnas)
3ª tappa Giro della Toscana-Memorial Fanini (Lari > Volterra)
- 2006 (Fenixs, otto vittorie)

2ª tappa Giro di San Marino (Serravalle > Serravalle)
Classifica generale Giro di San Marino
1ª tappa Giro del Trentino (Dro > Dro)
2ª tappa Giro del Trentino (Riva del Garda > Fai della Paganella)
Classifica generale Giro del Trentino
9ª tappa Route de France (Tonneins > Tonneins, cronometro)
5ª tappa Giro della Toscana-Memorial Fanini (Segromigno in Piano > Capannori)
Classifica generale Giro della Toscana-Memorial Fanini
- 2007 (Fenixs, otto vittorie)

8ª tappa Giro d'Italia (Seregno > Seregno)
1ª tappa Tour en Limousin (Limoges > Limoges, cronometro)
4ª tappa Tour en Limousin (Saint-Yrieix-la-Perche > Égletons)
Classifica generale Tour en Limousin
2ª tappa Route de France (Neufchâtel-en-Bray > Gournay-en-Bray)
5ª tappa Route de France (Sainte-Menehould > Vittel)
6ª tappa Route de France (Vittel > La Bresse)
7ª tappa Route de France (La Bresse > Vittel)
- 2009 (Fenixs, due vittorie)

Grand Prix Elsy Jacobs
Classic de Vienne Poitou-Charentes
- 2011 (Team PCW, due vittorie)

1ª tappa Gracia-Orlová (Havířov > Havířov, cronometro)
Campionati russi, Prova in linea
- 2013 (Team Pratomagno, una vittoria)

Campionati russi, Prova in linea

### Altri successi
- 1993

Campionati del mondo, Cronosquadre
- 1994

Campionati del mondo, Cronosquadre
Classifica generale Tour de Bretagne femminile
5ª tappa Trois Jours de Vendée (Dompierre-sur-Yon > Dompierre-sur-Yon)
Classifica generale Trois Jours de Vendée
1ª tappa Tour de la Haute-Garonne (Roquettes > Roquettes)
2ª tappa Tour de l'Aude (Gruissan, cronosquadre)
3ª tappa Tour du Finistère
7ª tappa Tour du Finistère (Lanarvily > Lanarvily)
Classifica generale Tour du Finistère
- 1999 (Alfa Lum)

Classifica a punti Giro d'Italia
- 2000 (Edil Savino)

Classifica a punti Giro d'Italia
Classifica a punti Grande Boucle
- 2003 (Prato Marathon Bike)

Bern - Oberbottigen
Sankt Johann in Tirol
- 2004 (Prato Marathon Bike)

Classifica scalatrici Giro d'Italia
2ª tappa Baltic Tour
3ª tappa Baltic Tour
Classifica generale Baltic Tour
Sankt Johann in Tirol
- 2005 (Prato Marathon Bike)

Classifica scalatrici Tour de l'Aude
Classifica a punti Giro del Trentino
Classifica scalatrici Giro d'Italia
- 2006 (Fenixs)

Classifica scalatrici Tour de l'Aude
Classifica a punti Giro di San Marino
Classifica scalatrici Giro di San Marino
Classifica scalatrici Tour en Limousin
Classifica scalatrici Giro della Toscana-Memorial Fanini
- 2007 (Fenixs)

Classifica scalatori Giro d'Italia
Criterium International Feminin
Classifica a punti Tour en Limousin
Classifica scalatrici Route de France
Critérium des Championnes
- 2009 (Fenixs)

Classifica scalatrici Tour en Limousin
Classifica a punti Tour en Limousin
Classic Vienne Poitou-Charentes
- 2011 (Team PCW)

Classifica scalatrici Giro del Trentino

## Piazzamenti

### Grandi Giri
- Giro d'Italia

1993: 24ª
1999: 2ª
2000: 5ª
2001: ?
2002: vincitrice
2003: non partita (6ª tappa)
2004: 8ª
2005: 7ª
2006: 4ª
2007: 9ª
2009: 5ª
2010: 55ª
- Tour Cycliste/Grande Boucle

1993: 40ª
1994: 8ª
1995: 9ª
1996: 10ª
1997: 8ª
1999: 5ª
2000: 7ª
2001: 7ª
2002:?

### Classiche monumento
- Liegi-Bastogne-Liegi

2006: 53ª
2007: 18ª
2012: 39ª

### Competizioni mondiali
- Campionato del mondo

Oslo 1993 - In linea: 20ª
Oslo 1993 - Cronosquadre: vincitrice
Agrigento 1994 - Cronometro: 14ª
Agrigento 1994 - Cronosquadre: vincitrice
Duitama 1995 - In linea: 9ª
Lugano 1996 - In linea: 25ª
Lisbona 2001 - In linea: 25ª
Zolder 2002 - In linea: 40ª
Hamilton 2003 - Cronometro: 26ª
Hamilton 2003 - In linea: 26ª
Verona 2004 - Cronometro: 12ª
Verona 2004 - In linea: 8ª
Madrid 2005 - Cronometro: 9ª
Madrid 2005 - In linea: 56ª
Salisburgo 2006 - Cronometro: 17ª
Salisburgo 2006 - In linea: 9ª
Stoccarda 2007 - Cronometro: 29ª
Stoccarda 2007 - In linea: 4ª
Mendrisio 2009 - In linea: ritirata
Copenaghen 2011 - In linea: 11ª
Limburgo 2012 - Cronosquadre: 5ª
Toscana 2013 - In linea: ritirata
- Giochi olimpici

Atlanta 1996 - In linea: ritirata
Atlanta 1996 - Cronometro: 18ª
Sydney 2000 - In linea: 5ª
Atene 2004 - In linea: ritirata

### Competizioni europee
- Campionati europei

Trutnov 1995 - In linea Under-23: 4ª